# イチオク
イチオクは、吉本興業に所属する日本のお笑いコンビ。NSC大阪校36期出身。よしもと漫才劇場所属。

## メンバー
タケヤ（1994年10月14日（30歳） -）
ツッコミ担当、立ち位置は向かって左。
身長173 cm、大阪府大阪市東住吉区出身。
本名は竹家 裕一（たけや ゆういち）。
調理師免許保有。趣味および特技は料理。
趣味はパチンコ、稲川淳二の怖い話を聞くこと。特技はけん玉（寄席公演でスペシャルアクト「けん玉芸人」として活躍中）、コマ回し。
ないすケン（1994年5月2日（31歳） -）
ボケ・ネタ作り担当、立ち位置は向かって右。
本名は松本 絢史郎（まつもと けんしろう）。旧芸名はけんしろを。
身長180 cm、京都府京都市出身。
趣味はテレビゲーム（自身のYouTubeチャンネルで配信もしている）、音楽鑑賞、映画鑑賞。

### 元メンバー
人見 徳侍（ひとみ とくじ）
京都府出身。
トリオ「サンパウロ」時代のメンバー。2014年8月に解散と共に脱退。

## 来歴
参照:
タケヤは子供の頃からお笑いが好きで、特にブラックマヨネーズの大ファンだった。現在でもブラマヨには憧れており、芸人を目指すきっかけにもなった。
ないすケンは中学生まではプロ野球選手を目指す野球小僧でチームのエースとして活躍していたが、ある試合にて2人の選手から場外本塁打を打たれて桁違いに凄い選手を目の当たりにして自身の限界を感じ、プロへの道は諦めた。当時は『陣内智則のイケメン5』（ABCテレビ）が流行っていた時期で、視聴者だったないすケンの夢はプロ野球選手から芸人になることへ変わった。ちなみに中学時代のないすケンに場外本塁打を浴びせた2人とは、後にプロとして活動する北條史也（阪神タイガース）と田村龍弘（千葉ロッテマリーンズ）。
かつては人見徳侍と共にトリオ『サンパウロ』として、NSC大阪校36期の中において首席で卒業を果たすも、2014年8月に一度解散。
その後それぞれ別々のコンビでの活動を経て、2017年10月15日にコンビとして「サンパウロ」を再結成。
2021年2月12日開催のサンパウロ単独ライブ「ブラジリアからの宣戦布告」にて、コンビ名を『イチオク』に改名することを発表。2021年4月に改名した。由来は「1億円を稼ぎたい、1億人笑かしたい」から。
コンビ結成後初出場したM-1グランプリ2021では準々決勝に進出。

## 芸風
主に漫才。笑ってはいけない場面でもないすケンがツボってしまうためコントは苦手としている。
サンパウロ時代はトリオ漫才を演じ、1人がボケて2人がツッコむという珍しいスタイルだった。他でこの形式に該当するトリオはさんさんず。